# Jens-Uwe Penzel
Jens-Uwe Penzel (* 14. November 1964 in Königsee) ist ein ehemaliger deutscher Fußballspieler und späterer -trainer. In der höchsten Spielklasse des DDR-Fußballs, der Oberliga, spielte er für den FC Carl Zeiss Jena. 1984 bestritt Penzel zwei Länderspiele in der DDR-U-21-Nationalelf.

## Sportliche Laufbahn

### Gemeinschafts-, Club- und Vereinsstationen

#### Karrierebeginn
Von der BSG Stahl Maxhütte kam der 13-jährige Penzel 1978 zum thüringischen Fußballclub FC Carl Zeiss Jena. Dem Juniorenalter entwachsen, wurde er ab 1982 in der Nachwuchsoberligamannschaft eingesetzt und nach deren Auflösung 1983/84 in das Aufgebot der 2. Mannschaft aufgenommen, die in der drittklassigen Bezirksliga Gera antrat. Mit ihr erkämpfte Penzel 1984 den Aufstieg in die Liga. Zugleich schloss er seine Lehre zum Feinmechaniker ab.

#### DDR-Oberliga
Schon in der Saison 1983/84 absolvierte Penzel seine ersten Spiele in der Oberligamannschaft des FC Carl Zeiss. Das erste Oberligaspiel bestritt er am 5. November 1983. In der Begegnung des 9. Spieltages zwischen dem FC Carl Zeiss und der BSG Stahl Riesa (4:6) wurde er zur 2. Halbzeit für Wolfgang Schilling eingewechselt. In sechs weiteren Oberligaspielen dieser Saison stand er jeweils als linker Verteidiger in der Startelf. In Jena dauerte es bis zur Saison 1986/87, bis der 1,80 Meter große Penzel in der Stammmannschaft Fuß fasste. Nachdem er in den drei zurückliegenden Spielzeiten nur insgesamt 14 Oberligaspiele bestritten hatte, kam er in den 26 Punktspielen 1986/87 24-mal zum Einsatz und erzielte auch seine ersten beiden Oberligatore. Trainer Lothar Kurbjuweit setzte Penzel sowohl im Mittelfeld als auch in der Abwehr ein.
In den folgenden Spielzeiten fand Penzel jedoch seinen Stammplatz in der Abwehr, zunächst links, später als Vorstopper. Als linker Verteidiger stand Penzel am 4. Juni 1988 im Endspiel um den DDR-Fußballpokal, das Jena jedoch mit 0:2 in der Verlängerung gegen den BFC Dynamo verlor. In der Wendesaison 1989/90 trat er im Rahmen der Gastspielgenehmigung für Oberligaspieler in einer Partie in der zweitklassigen Liga für die BSG Chemie Industriewerke Ilmenau an. Als sich der FC Carl Zeiss Jena 1990/91 für den Profifußball zu qualifizieren hatte, half Penzel mit 20 Punktspieleinsätzen den Startplatz in der 2. Bundesliga zu sichern.

#### 2. Bundesliga
In seiner ersten Saison in der 2. Bundesliga 1991/92 hatte er zunächst keine Anpassungsschwierigkeiten im Profifußball. Bis zur Winterpause bestritt er 20 der ausgetragenen 22 Punktspiele, danach kam er aber nur noch in den beiden ersten Spielen der Rückrunde zum Einsatz. In den meisten Partien hatte ihn Trainer Klaus Schlappner als Stürmer eingesetzt. 1992/93 konnte Penzel erst vom 24. Spieltag an wieder in das Meisterschaftsgeschehen eingreifen. Nun im Mittelfeld spielend, kam er in dieser Spielzeit nur auf neun Einsätze. In der Spielzeit 1993/94 bestritt er 21 der 38 Zweitligaspiele, abwechselnd in der Abwehr und im Mittelfeld. Am Saisonende stieg er mit Jena in die Regionalliga ab. Inzwischen 30-jährig verlor er dort seinen Stammplatz in der Mannschaft und kam nur in 12 der 34 Punktspiele zum Einsatz, dabei stand er nur sechsmal in der Anfangself. Der FC Carl Zeiss schaffte die sofortige Rückkehr in die 2. Bundesliga. 1995/96 und 1996/97 gehörte Penzel nicht mehr zum Spielerstamm. 1995/96 bestritt er noch 15 Punktspiele, davon nur drei als Mittelfeldspieler über 90 Minuten, 1996/97 wurde er fünfmal als Einwechselspieler aufgeboten. Sein letztes Spiel für den FC Carl Zeiss Jena bestritt Penzel am 11. Juni 1997 im Punktspiel VfB Leipzig – FC Carl Zeiss Jena (3:3), eingewechselt in den letzten 18 Minuten.

#### Karriereausklang
Im Sommer 1997 schloss sich Penzel dem Thüringenligavertreter VfB 09 Pößneck an, mit dem er 2002 in die viertklassige Oberliga Nordost aufstieg. In der 2. Hälfte der Saison 2003/04 bestritt er noch einige Punktspiele für die 2. Mannschaft des FC Carl Zeiss Jena in dieser und kehrte danach zum FC Thüringen Weida zurück.

### Auswahleinsätze
Seine starken Oberligaleistungen im Saisonendspurt 1983/84 brachten den Jenaer ins Blickfeld der Auswahlverantwortlichen des DFV. Im Mai und Juli 1984 wurde er dafür mit zwei Länderspieleinsätzen in der DDR-Nachwuchsnationalelf als Linksverteidiger belohnt.

### Statistik
Für die 1. Mannschaft des FC Carl Zeiss Jena war Penzel von 1983 bis 1997 bei 14 Spielzeiten vertreten. In diesem Zeitraum absolvierte er 243 Pflichtspiele (acht Tore):
- 113 in der DDR-Oberliga (vier Tore)
- 72 in der 2. Bundesliga (ein Tor)
- 12 in der Regionalliga
- 20 im nationalen Pokal (zwei Tore)
- Sechs im Europapokal
- 20 im Intertoto-Cup (ein Tor)

## Trainerlaufbahn
Im Thüringer Raum arbeitete Penzel nach seiner Spielkarriere auch als Trainer. Zu seinen Stationen zählten unter anderem Weida, Stadtroda, Neustadt (Orla) und Eisenberg.